# Montrose (Wisconsin)
Montrose es un municipio (en inglés, town) ubicado en el condado de Dane, Wisconsin, Estados Unidos. Según el censo de 2020, tiene una población de 1064 habitantes.
Abarca una zona fundamentalmente rural. La mayoría de su territorio está dedicada a la agricultura.

## Geografía
Está ubicado en las coordenadas 42°55′1″N 89°32′43″O / 42.91694, -89.54528 (42.916996, -89.545413). Según la Oficina del Censo de los Estados Unidos, tiene una superficie total de 88.1 km², de la cual 87.6 km² corresponden a tierra firme y 0.5 km² es agua.

## Demografía
Según el censo de 2020, hay 1064 personas residiendo en la zona. La densidad de población es de 12.3 hab./km². El 94.27% de los habitantes son blancos, el 0.09% es afroamericano, el 0.56% son amerindios, el 0.56% son asiáticos, el 0.94% son de otras razas y el 3.57% son de una mezcla de razas. Del total de la población, el 3.95% son hispanos o latinos de cualquier raza.